# Nymula praeclara
Nymula praeclara är en fjärilsart som beskrevs av Bates 1886. Nymula praeclara ingår i släktet Nymula och familjen Riodinidae. Inga underarter finns listade i Catalogue of Life.